# Multiple
『Multiple』（マルチプル）は日本のインストゥルメンタル・ロックバンド、LITEの6枚目のアルバムである。
タイトルは倍数、掛け算、多重、多数などの意味を持ち、本作は様々なエンジニアやゲストアーティストを迎えて制作された。レコーディングエンジニアは、toeの美濃隆章（M1／2／7）、JawboxのJ.Robbins（M5／8）、多くのLITE作品のエンジニアをつとめる三浦薫（M6／10）、そして初のエンジニア作品となるLITEのギタリスト楠本構造（M3／4／9）の4名が担当。ゲストアーティストにはボーカルにMike Watt & The MissingmenのTom Watson（M3）、東京を拠点とするラッパー・maco marets（M6）、そしてコーラスとスティールパンにBlack Boboiの小林うてな（M6）らが名を連ねる。個々の楽器を極限まで絞った音のレイヤーと様々なアーティスト、エンジニアがマルチプルに重なった作品とのこと。

## 収録曲
01. Double    
02. Deep Layer   
03. Blizzard   
04. Maze
05. One Last Mile   
06. Ring   
07. Zone 3
08. Temple   
09. 4mg Warmth   
10. Clockwork